# Andrzej Jakóbiec
Andrzej Feliks Jakóbiec (ur. 1 września 1943 w Krakowie, zm. 8 października 2005 tamże) – polski trębacz i jeden z liderów krakowskiego środowiska jazzu tradycyjnego. Debiutował na początku lat 60. w zespole Greenhorn Jazz Band. Był gospodarzem i barmanem w legendarnym krakowskim jazz klubie „Helikon” i pod barem miał zawsze gotową do gry trąbkę.

## Życiorys
W roku 1968 założył zespół Old Metropolitan Band, z którym zdobył wiele nagród na festiwalach Jazz nad Odrą, Złota Tarka i FAMA. Na Festiwalu Jazz nad Odrą w roku 1973 jako pierwszy z polskich jazzmanów wystąpił z kapelą góralską. Zaproponował bardzo indywidualną stylistykę w ramach jazzu tradycyjnego, w której największą rolę odgrywała żywiołowa interakcja z publicznością.
Od roku 1993 prowadził własny klub jazzowy „Kornet”, w którym kultywował wiele tradycji wywodzących się jeszcze z czasów „Helikonu”, m.in. Choinki Jazzowe na których przyznawano Srebrne Gwiazdy Helikonu dla osób szczególnie zasłużonych dla jazzu w Krakowie. Należał do muzyków kultowych i cieszył się popularnością wśród miłośników jazzu tradycyjnego. Od roku 2006 na festiwalu FAMA w Świnoujściu jest przyznawana nagroda im. Andrzeja Jakóbca dla najzdolniejszego muzyka jazzowego festiwalu.
Został pochowany na cmentarzu Rakowickim w Krakowie (kwatera CA-płd.-3)

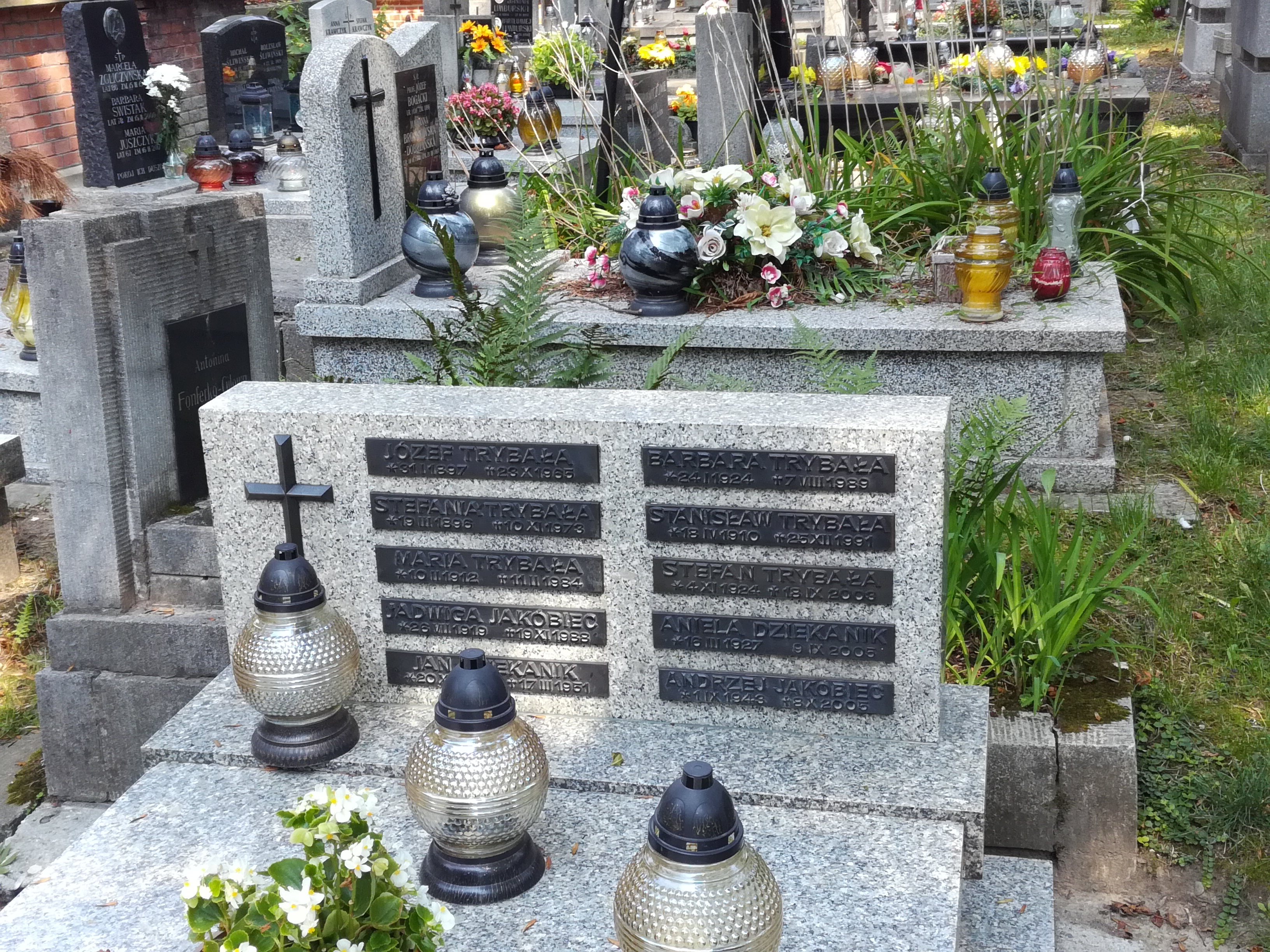
Grób Andrzeja Jakóbca na cmentarzu Rakowickim w Krakowie